# 蘇州普源精電科技
蘇州普源精電科技（英: RIGOL Technologies）は中華人民共和国の計測機器を開発、製造する企業。RIGOLのブランドで知られる。

## 概要
1998年に設立され、現在はオシロスコープ等の計測器を製造、販売する。現在では中国を代表する計測機器メーカーの一社で輸出に力を入れる。アメリカ合衆国のクリーブランドやドイツのミュンヘンにも拠点がある。RIGOLブランドだけでなく、老舗メーカーへOEMで供給される製品もある。

## 沿革
- 1998年 - 北京で設立。
- 2007年 - 上海に開発部門が開設。
- 2014年 - 蘇州で新工場が落成。
- 2022年4月11日 - 上海証券取引所の科創板に上場。[1]

## 主な製品
- オシロスコープ
- スペクトラムアナライザ
- 標準信号発生器
- 分光計
- 高速液体クロマトグラフィー

## ギャラリー

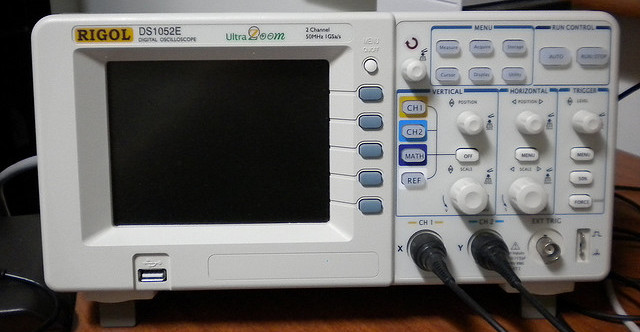
Rigol DS1052E
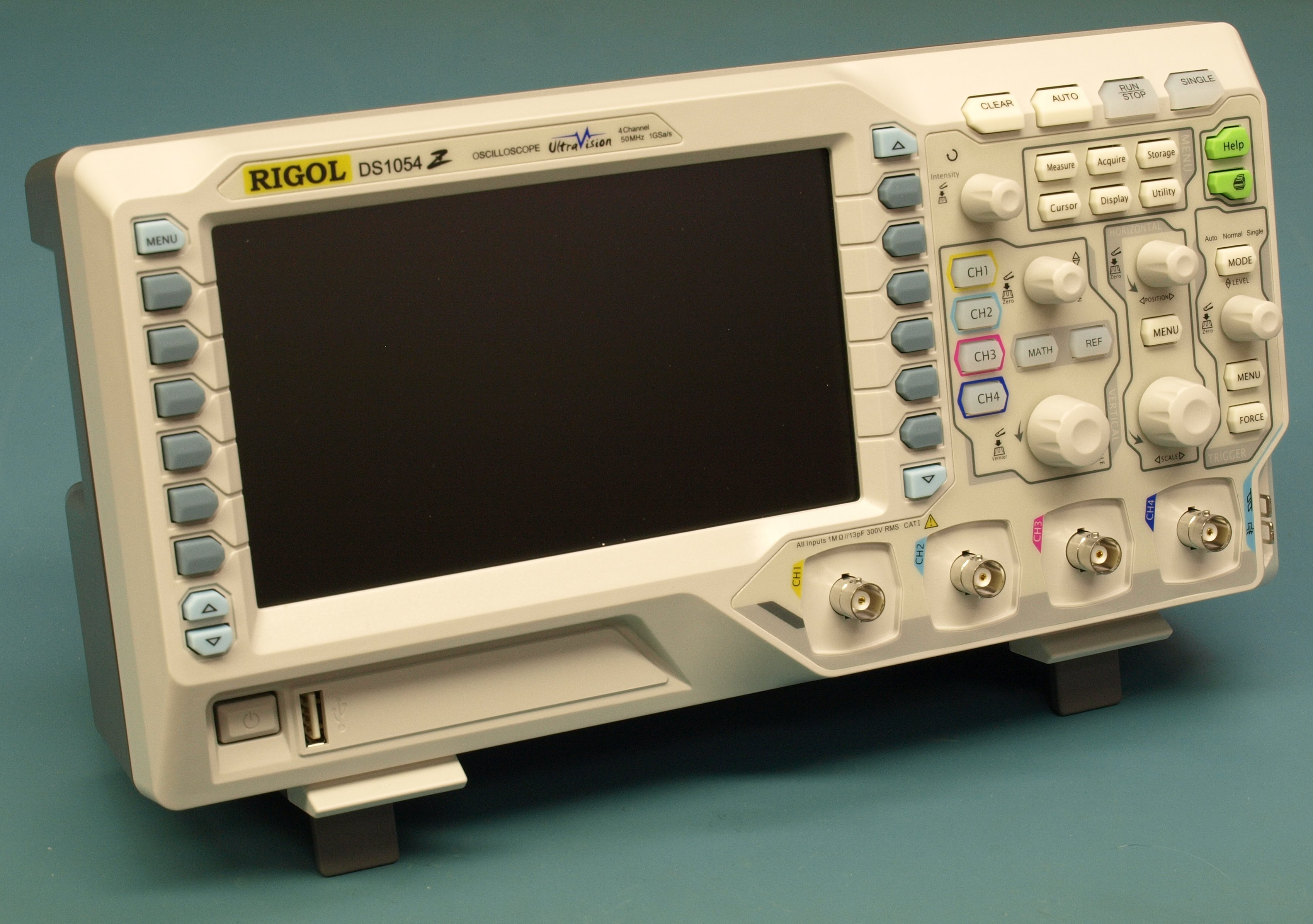
Rigol DS1054Z
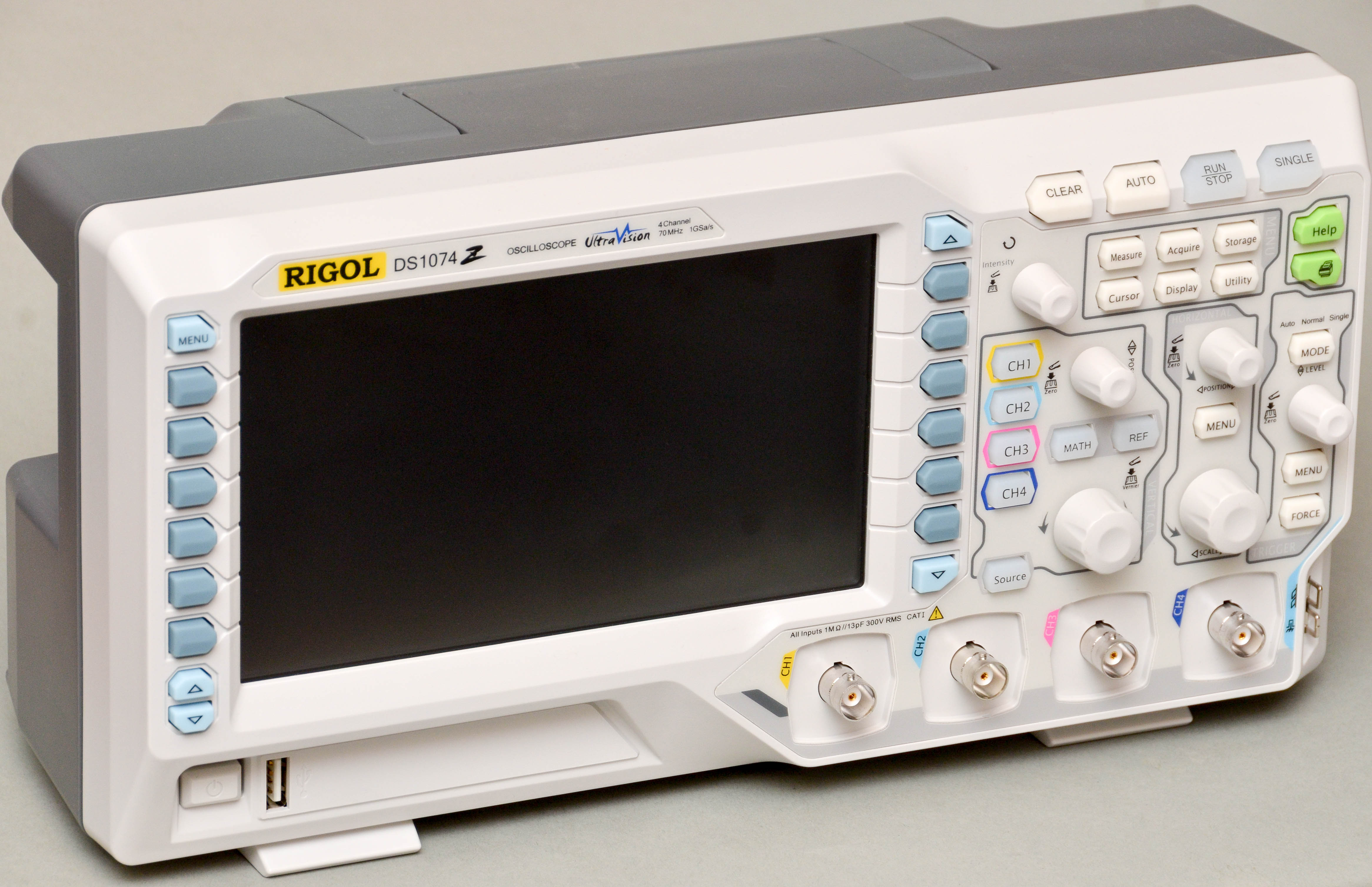
Rigol DS1074Z